# Radioaltimètre
Cet article concerne le radioaltimètre d'un aéronef. Pour la radiosonde météorologique, voir radiosonde.
Pour les articles homonymes, voir Radiosonde (homonymie).

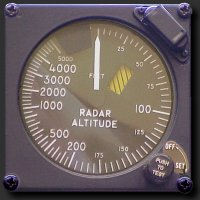
Affichage de la hauteur en pieds (feet) par un altimètre radar sur un tableau de bord

Le radioaltimètre (aussi appelé radiosonde, radar altimétrique ou altimètre radar) est un appareil à bord d'un aéronef (ou d'un satellite) destiné à mesurer sa hauteur par rapport au sol ou la surface de l'eau sur le principe du radar. En aéronautique c'est un instrument d'aide au pilotage en particulier en vol sans visibilité, ou vol aux instruments. Il indique la hauteur de l'aéronef au-dessus du sol et non l'altitude barométrique mesurée par un altimètre simple. Le « 0 » correspondant à la position de l'appareil au moment précis où, lors de l'atterrissage les roues entrent en contact avec le sol. 
Le radioaltimètre peut être couplé à un système avertisseur de proximité du sol (GPWS, ou Ground Proximity Warning System). Sur la plupart des radioaltimètres, une consigne de hauteur minimale de vol peut être affichée : lorsque l'équipement détecte que l'aéronef vole à une altitude inférieure à celle de la consigne, une alarme sonore et visuelle est déclenchée dans le poste de pilotage pour prévenir le pilote. En particulier pendant la phase d'approche et d'atterrissage des aéronefs, le radioaltimètre aide au suivi de la trajectoire verticale et à la tenue de la pente de descente.

## Principe

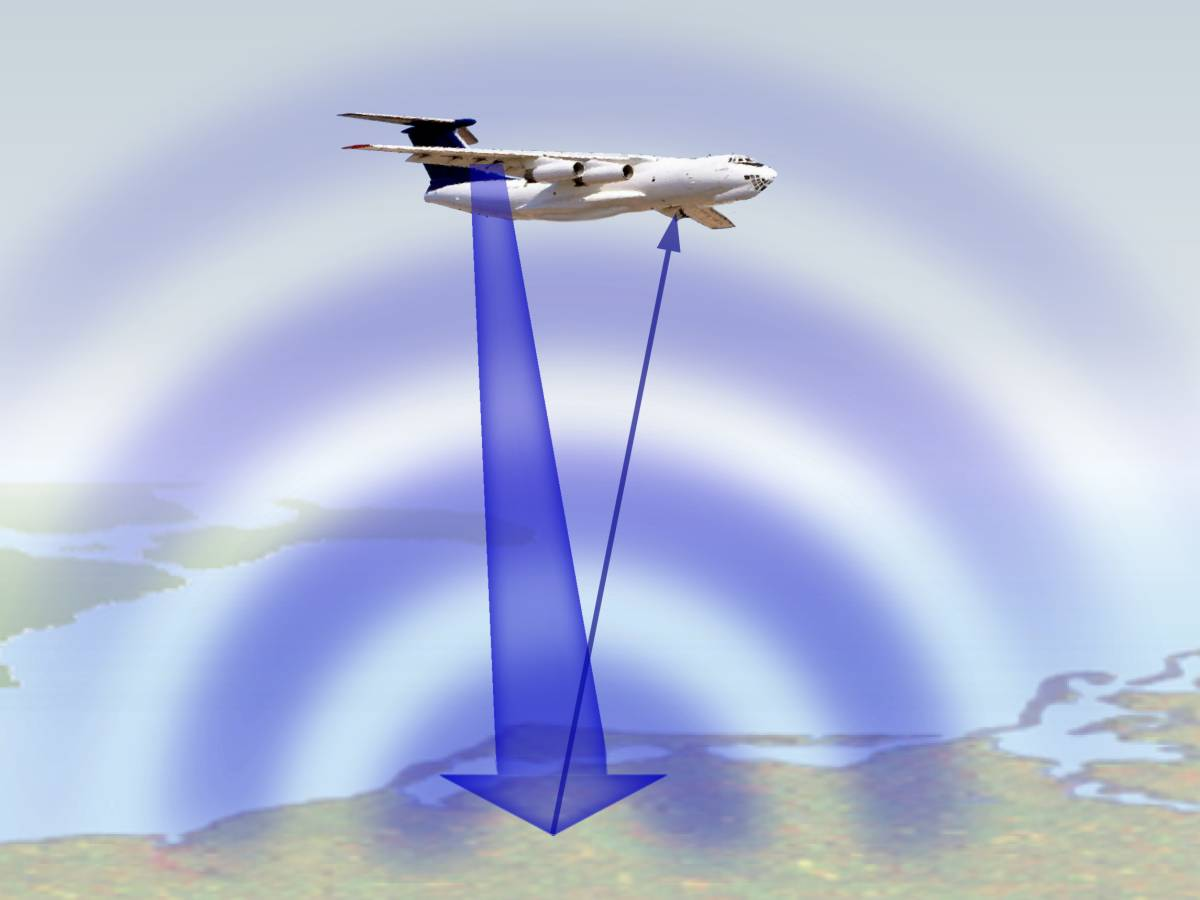
Principe du radar altimétrique.

Une antenne émettrice sur l'appareil émet une onde vers le sol, où elle est réfléchie de manière diffuse. Une partie de l'énergie est donc réémise vers l'appareil et captée par l'antenne réceptrice, le temps entre l'émission et la réception est la mesure de la distance :
{\displaystyle \Delta t={{2h} \over {c_{0}}}}
Où :
- {\displaystyle \scriptstyle \Delta t} = temps pris pour l’aller-retour ;
- h = hauteur au-dessus du sol ;
- c0  = vitesse de la lumière dans le milieu traversé.

Il existe deux types principaux de ces radars : à modulation par impulsion et à onde continue modulée en fréquence.

### Onde pulsée

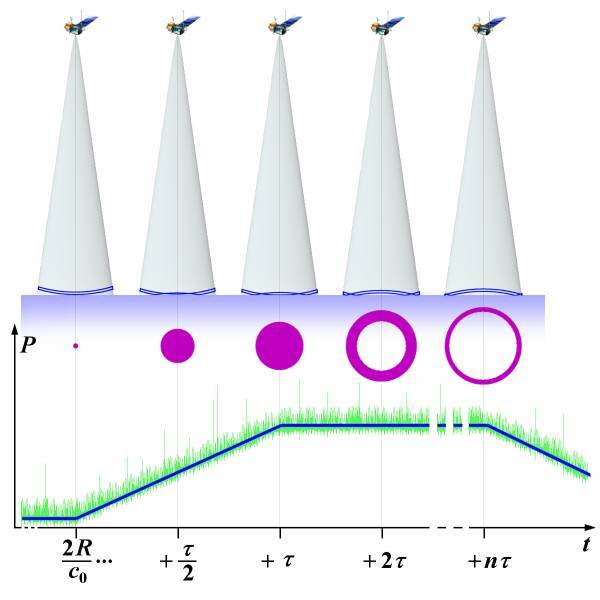
Principe du radar altimétrique à onde pulsée : variation de l'énergie de l'écho reçu au radar versus le temps.

Pour les distances moyenne à grandes, comme les radars altimétriques montés sur un satellite, une onde pulsée est utilisée. Le temps aller-retour de l’impulsion, ainsi que la variation de l’intensité et de la phase durant la longueur d’impulsion retournée, sont mesurés. Dans ce cas, l’impulsion passe du vide à l’atmosphère à l’aller et fait l’inverse au retour, ce qui introduit un certain délai dans la transmission. Une fois que le logiciel d’analyse a tenu compte de ce délai, la distance satellite-mer/sol (R) peut être estimée. 
Cependant, l’impulsion a une certaine longueur et largeur, il faut déterminer quelle partie de l’onde représente la distance réelle. La cellule de résolution de l’impulsion prend la forme d’une lentille dont le front d’onde et l’arrière sont bombés de manière convexe. À la distance au-dessus du sol où se trouve le satellite, la courbe est de quelques mètres ce qui veut dire que le centre de l’impulsion frappe le sol ou la mer avant les bords. Le centre frappe la surface à R/c0 et commence le retour vers le radar. L’énergie alors retournée est une très petite portion de l’énergie totale de l’impulsion (à gauche).
Durant la longueur de l’impulsion τ, le point augmente en dimension pour former une zone circulaire qui atteindra un maximum au moment où l’arrière de l’impulsion atteint la surface à (R/c0) + τ. Par la suite, seulement les bords de l’impulsion frapperont la surface ce qui donnera une illumination en cercle devenant de plus en plus mince mais dont le diamètre externe augmente. Cette illumination en « beigne » ne se produit que si la surface est relativement plane, sinon le motif peut être plus complexe.

### Onde continue

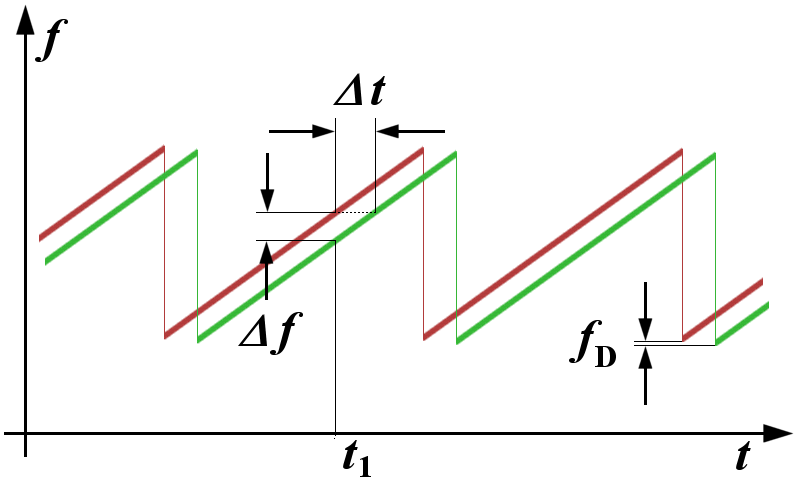
Variation de la fréquence (f) de l'émetteur en dents de scie autour d'une valeur moyenne. Le est proportionnel à la distance D quel que soit le lorsque le décalage Doppler est négligeable

Pour une altitude assez faible, comme pour un avion, l'altimètre radar utilisera une onde entretenue à modulation de fréquence. Ces radars font varier progressivement la fréquence de leur signal au rythme de rampes ascendantes et descendantes. Lorsqu'un écho est reçu par le radar, la fréquence du signal réfléchi par le sol peut être mesurée. En se référant à l'instant où la même valeur de fréquence a été émise, il devient possible de mesurer le temps entre l'émission et la réception de cette fréquence, donc la distance radar-sol, comme pour un radar à impulsions.Pour connaître la distance aller-retour parcourue (R), il suffit alors de mesurer l’écart de temps mesuré (Δt) pour que la fréquence de l'onde étalon et celle du retour soit les mêmes.
Dans cette technique il faut que l'appareil vole à une altitude relativement constante pour ne pas introduire un décalage Doppler. En effet, s'il s'élève ou se rapproche du sol rapidement, la fréquence de toute onde retournée subira une variation à cause de l'effet Doppler, causant un faux {\displaystyle \scriptstyle \Delta f} supplémentaire (fD). Lorsque la hauteur de l'avion varie, l'effet Doppler produit '"anticipation", c'est-à-dire que la hauteur calculée est plus basse que la hauteur réelle quand l'avion descend et plus élevée quand il monte. Cette erreur se compense totalement par un retard (filtrage) dans le calcul.
Ces dispositifs sont bistatiques (antennes d'émission et de réception différentes) et généralement fixés à un avion où le roulis et le tangage peuvent donner une erreur de mesure appréciable. Conséquemment, les antennes utilisées ont une directivité relativement faible pour être sûr que le faisceau atteigne le sol indépendamment de l'attitude de l'appareil. Aujourd'hui, les antennes sont des plaques d'environ dix centimètres de côté et de quelques millimètres d'épaisseur. Elles sont plaquées sous le fuselages à une distance de 60 à 100 centimètres. Il faut qu'elles soient assez proches pour ne pas introduire d'erreur de parallaxe quand l'avion est proche du sol et assez écartées pour que la réception ne soit pas perturbée des fuites venant directement de l'antenne d'émission.
La fréquence d'émission des radioaltimètres est comprise entre 4,2 et 4,4 GHz.
Tous les avions civils ainsi que les avions militaires français utilisent des radioaltimètres à modulation de fréquence. Les avions militaires américains utilisent les ondes pulsées.
Les performances et interfaces des radioaltimètres civils sont normalisées par une société américaine, ARINC. Le document applicable aux radioaltimètres civil de la dernière génération est l'ARINC 707.